# Giuseppe Burzio
Giuseppe Burzio (ur. 21 stycznia 1901 w Cambiano, zm. 10 lutego 1966) – włoski duchowny rzymskokatolicki, arcybiskup tytularny, dyplomata papieski.

## Biografia
29 czerwca 1924 z rąk wikariusza apostolskiego Kenii bpa Filippo Perliego IMC otrzymał święcenia prezbiteriatu i został kapłanem archidiecezji turyńskiej.

### II wojna światowa
W 1940 z nominacji papieża Piusa XII objął kierownictwo przedstawicielstwa papieskiego na Słowacji. Należy zauważyć, że nie otrzymał wówczas nominacji biskupiej, którą zazwyczaj otrzymują szefowie watykańskich przedstawicielstw dyplomatycznych. Pod koniec lata 1941 kapelan armii słowackiej poinformował go o masowych zabójstwach Żydów na Słowacji. Poinformował o tych wydarzeniach Watykan oraz interweniował u premiera Vojtecha Tuki. Również w późniejszych latach z polecenia Stolicy Apostolskiej interweniował w sprawie Żydów. Gdy w marcu 1942 Słowacja podpisała umowę z Niemcami umożliwiającą deportacje Żydów, 7 kwietnia 1943, na spotkaniu z Tuką ostrzegł premiera przed werdyktem historii i konsekwencjami w powojennym świecie. 8 marca 1943 episkopat słowacki wydał list pasterski potępiający totalitaryzm i antysemityzm. 5 maja 1943 deportacje potępił Watykan. Jesienią 1942 ks. Burzio poinformował władze słowackie, że deportowani Żydzi trafiają do obozów zagłady, o czym dowiedział się za pośrednictwem Watykanu. Wówczas prezydent Jozef Tiso odmówił deportacji pozostałych w jego państwie 24 000 Żydów.
Wywózki Żydów ponownie rozpoczęły się na jesień 1944, po wkroczeniu na Słowację wojsk niemieckich, mających na celu stłumienie słowackiego powstania narodowego. 6 października 1944 podczas spotkania z prezydentem Jozefem Tiso ks. Burzio prosił go, by oszczędził życie przynajmniej konwertytów oraz z polecenia Piusa XII ostrzegł go, że niesprawiedliwość wyrządzona przez jego rząd szkodzi prestiżowi jego kraju, a wrogowie wykorzystają go, aby zdyskredytować duchowieństwo i Kościół na całym świecie. Tiso pozostał jednak niewzruszony prośbami. Dyplomacja watykańska upominała, ograniczała i ostrzegała prezydenta Tiso, jednak nie został on nigdy ekskomunikowany. Ks. Burzio opuścił Słowację w październiku 1945.

### Okres powojenny
2 maja 1946 ten sam papież mianował go nuncjuszem apostolskim w Boliwii oraz 8 maja 1946 arcybiskupem tytularnym gortyńskim. 30 czerwca 1946 przyjął sakrę biskupią z rąk arcybiskupa turyńskiego kard. Maurilio Fossatiego. Współkonsekratorami byli biskup pomocniczy turyński Giovanni Battista Pinardi oraz biskup Ivrei Paolo Rostagno.
18 grudnia 1950 został przeniesiony na urząd nuncjusza apostolskiego na Kubie i delegata apostolskiego na Portoryko. Na tym stanowisku pozostał do 7 stycznia 1955. Jako ojciec soborowy wziął udział w soborze watykańskim II.